# 오거 배틀 사가
《오거 배틀 사가》는 일본 개발사 퀘스트가 개발하고 스퀘어 에닉스가 배급한 실시간 전략 및 전략 롤플레잉 비디오 게임 시리즈이다. 1993년에 발매된 《전설의 오거 배틀》을 시작으로 총 다섯 작품이 발매됐다.

## 개요
《오거 배틀 사가》는 마츠노 야스미가 구상한 가상의 중세 판타지 세계관을 무대로 한다.

## 게임 목록

### 본편
- 《전설의 오거 배틀》 (1993)
- 《택틱스 오거》 (1995)
  - 《택틱스 오거: 렛 어스 클링 투게더》 (2010)
  - 《택틱스 오거: 리본》 (2022)
- 《오거 배틀 64: 퍼슨 오브 로들리 칼리버》 (1999)

### 외전
- 《전설의 오거 배틀 외전: 제노비아의 왕자》 (2000)
- 《택틱스 오거: 로디스의 기사》 (2001)

## 참조
1. ↑  영어: Ogre Battle Saga, 일본어: オウガバトルサーガ